# Nőtincs

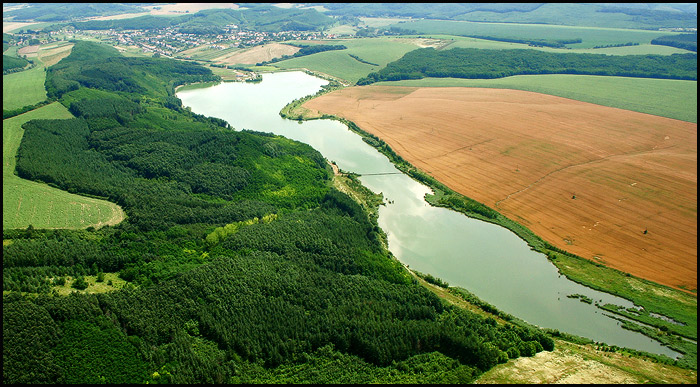
okolice wsi Nőtincs, w tle sama osada

Nőtincs (słow. Netejč) – wieś i gmina w północnej części Węgier, w pobliżu miasta Rétság. Miejscowość leży na obszarze Średniogórza Północnowęgierskiego, w pobliżu granicy ze Słowacją. Administracyjnie należy do powiatu Rétság, wchodzącego w skład komitatu Nógrád.
We wsi znajduje się zabytkowy kościół, zbudowany w 1415 w stylu gotyckim, w 1720 przebudowany w duchu baroku.
Gmina Nőtincs liczy 1169 mieszkańców (2009) i zajmuje obszar 20,47 km².
Zmiany liczby mieszkańców wsi:
| Rok  | Populacja | Rok  | Populacja | Rok  | Populacja | Rok  | Populacja |
| ---- | --------- | ---- | --------- | ---- | --------- | ---- | --------- |
| 1709 | 505       | 1851 | 909       | 1930 | 1104      | 2004 | 1236      |
| 1783 | 862       | 1869 | 968       | 1941 | 1130      | 2009 | 1169      |
| 1784 | 877       | 1870 | 968       | 1948 | 1182      |      |           |
| 1785 | 862       | 1880 | 835       | 1960 | 1238      |      |           |
| 1826 | 897       | 1890 | 887       | 1970 | 1339      |      |           |
| 1828 | 940       | 1900 | 979       | 1980 | 1322      |      |           |
| 1832 | 916       | 1910 | 1003      | 1990 | 1163      |      |           |
| 1840 | 909       | 1920 | 1058      | 2001 | 1213      |      |           |